# 2TV 생생정보 플러스
《2TV 생생정보 플러스》는 매주 월요일 ~ 목요일 밤 8시 30분에 방영되는 한국방송공사의 텔레비전 프로그램이다.

## 기획 의도
지혜롭고 유익한 정보들과 따뜻하고 재미있는 이야기를 들을 수 있는 생활정보 텔레비전 프로그램이다.

## 슬로건
- 한국인이 가장 많이 보는 생활 정보 프로그램 생생정보통 플러스 (2013년 7월 1일 ~ 2014년 12월 31일)
- 한국인이 가장 많이 보는 생활 정보 프로그램 2TV 저녁 생생정보 2부 (2015년 6월 1일 ~ 2015년 7월 30일)
- 한국인이 가장 많이 보는 생활 정보 프로그램 생생정보 (2015년 8월 3일 ~ 2015년 10월 1일)
- 한국인이 가장 많이 보는 생활 정보 프로그램 2TV 생생정보 플러스 (2015년 10월 5일 ~ 2016년 4월 21일)

## 비고
2TV 생생정보 내용을 살려서 편성되었으며 결혼 이야기, 단짝이 해당 시간대에 방송되었으나 경쟁 드라마들이나 뉴스, 프로야구 중계와 같이 우월한 인기 프로그램들이 편성되어 경쟁에 밀려서 이들 상기 프로그램이 연달아 일찍 종영되는 대신 그 자리에 생생정보통 플러스 후속작이자 시즌2 개념으로 편성되었다.

## 방송 시간
- 설날 · 추석 연휴에는 방송되지 않는다.

| 방송 채널 | 방송 기간                           | 방송 시간                              |
| --------- | ----------------------------------- | -------------------------------------- |
| KBS 2TV   | 2013년 7월 1일 ~ 2013년 11월 14일   | 월요일 ~ 목요일 밤 8시 30분 ~ 8시 55분 |
| KBS 2TV   | 2015년 8월 3일 ~ 2016년 4월 21일    | 월요일 ~ 목요일 밤 8시 30분 ~ 8시 55분 |
| KBS 2TV   | 2013년 11월 18일 ~ 2014년 12월 31일 | 월요일 ~ 금요일 밤 8시 30분 ~ 8시 50분 |

## 구성
- 안 쓰는 중고? 돈 되는 중고!
- 새 것처럼 고쳐 쓰는 수선의 세계
- 자투리땅의 변신! 협소주택
- 뭉쳐야 산다! 억 소리 나는 가족 창업
- 천원의 맛있는 행복
- 천원으로 즐기는 행복

## 역대 진행자
| 역대 | 진행자         | 진행 기간                         | 비고 |
| ---- | -------------- | --------------------------------- | ---- |
| 1대  | 도경완, 이각경 | 2015년 8월 3일 ~ 2015년 9월 17일  |      |
| 2대  | 도경완, 이슬기 | 2015년 9월 21일 ~ 2016년 4월 21일 |      |

## 타이틀 변천사
| 역대 | 타이틀                | 방송 기간                         |
| ---- | --------------------- | --------------------------------- |
| 1대  | 생생정보통 플러스     | 2013년 7월 1일 ~ 2014년 12월 31일 |
| 2대  | 2TV 저녁 생생정보 2부 | 2015년 6월 1일 ~ 2015년 7월 30일  |
| 3대  | 생생정보              | 2015년 8월 3일 ~ 2015년 10월 1일  |
| 4대  | 2TV 생생정보 플러스   | 2015년 10월 5일 ~ 2016년 4월 21일 |
| 5대  | 2TV 생생정보          | [[]] [[]] ~ 현재                  |

## 같이 보기
- 2TV 생생정보 (현재 방송중)
- 2TV 아침 (종영)
- VJ 특공대 (종영)